# خانه میر فتاحی
خانه میر فتاحی مربوط به دوره قاجار است و در اردبیل، میدان امام حسین، انتهای کوچه حسینی واقع شده و این اثر در تاریخ ۱۰ دی ۱۳۸۱ با شمارهٔ ثبت ۶۶۸۷ به‌عنوان یکی از آثار ملی ایران به ثبت رسیده‌است.